# 毛果蛇根草
毛果蛇根草（学名：Ophiorrhiza rarior）为茜草科蛇根草属的植物，为中国的特有植物。分布于中国大陆的广西等地，多生在林中湿处，目前尚未由人工引种栽培。